# Stenobarichneumon citator
Stenobarichneumon citator là một loài tò vò trong họ Ichneumonidae.